# DN64A
DN64A este un drum național care face legătura între Râmnicu Vâlcea și Băile Olănești